# SS-Sturmbannführer
A Sturmbannführer (szó szerint: rohamcsapat vezető) az őrnaggyal megegyező rang, amit az SS-nél és az SA-nál használtak. A rangot az első világháború alatt a rohamcsapatok vezetőjére használták.
Az SA Sturmbannführer rangját 1921-ben vezették be. 1928-ban az SS-nél is bevezették, és egyike volt az első SS rangoknak. 1932-ig a Standartenführer alatt helyezkedett el a ranglétrán, és az újonnan bevezetett Obersturmbannführer alárendeltje lett.

## Rangjelzések

Sturmbannführer hajtókajelzése

Sturmbannführer válljelzése

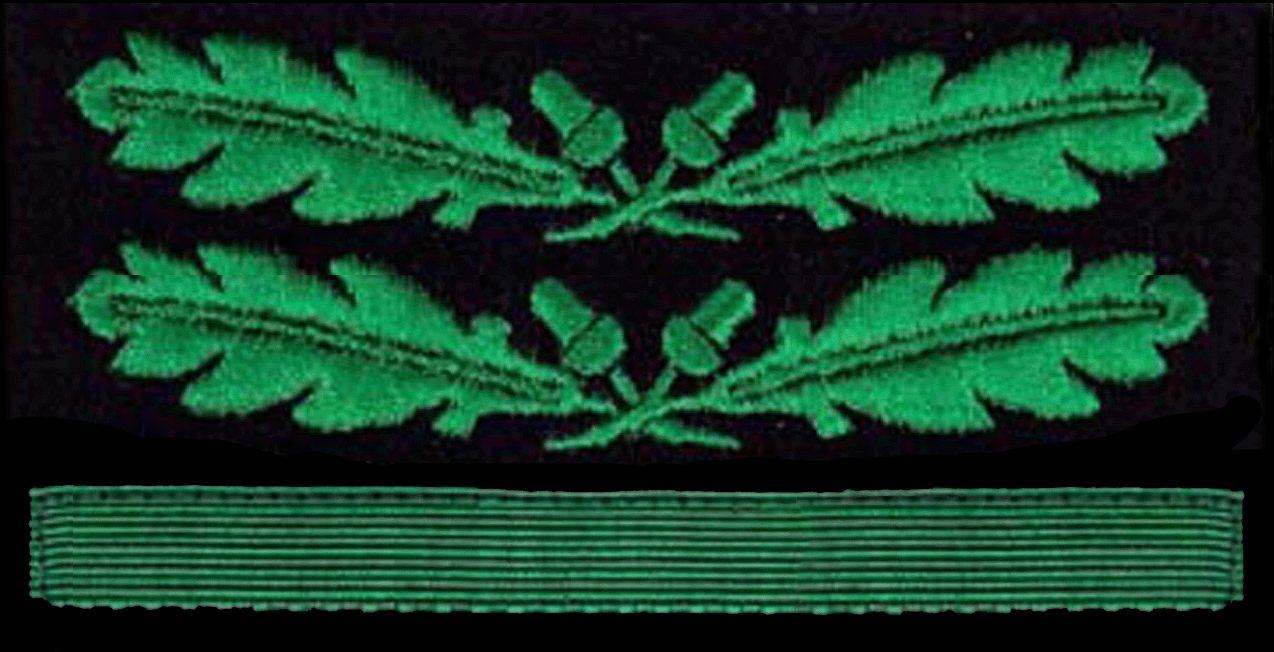
Katonai rejtőzködés

## Fordítás
Ez a szócikk részben vagy egészben  a   Sturmbannführer című angol Wikipédia-szócikk fordításán alapul.  Az eredeti cikk szerkesztőit annak laptörténete sorolja fel. Ez a jelzés csupán a megfogalmazás eredetét és a szerzői jogokat jelzi, nem szolgál a cikkben szereplő információk forrásmegjelöléseként.